# Biéha
Biéha è un dipartimento del Burkina Faso classificato come comune, situato nella provincia  di Sissili, facente parte della Regione del Centro-Ovest.
Il dipartimento si compone del capoluogo e di altri 21 villaggi: Biniou, Boala, Bori, Danfina, Konzio, Koumbo, Koumbogoro, Kounou, Livara, Naboré, Nakoayaro, Neboun, Oukouna, Pien, Pissai, Prata, Saboué, Tacien, Vrou, Yallé e Yelbouga.